# 恩加巴科羅
恩加巴科羅（法語：N'Gabacoro），是馬里的城鎮，位於該國西部，由庫利科羅區的卡蒂省負責管轄，面積103平方公里，海拔高度330米，2009年人口15,153，人口密度每平方公里150人。